# Christof Schwaller
Pour les articles homonymes, voir Schwaller.
Christof Schwaller, né le 3 octobre 1966 à Recherswil, est un joueur suisse de curling notamment médaillé de bronze aux Jeux olympiques d'hiver de 2002.

## Carrière
Pendant sa carrière, Christof Schwaller participe six fois aux championnats du monde où il remporte l'argent en 2001. Il prend également part à cinq championnats d'Europe où il gagne l'argent en 2001 et le bronze en 2010. Christof Schwaller participe une fois aux Jeux olympiques, en 2002 à Salt Lake City aux États-Unis, avec Markus Eggler, Damian Grichting, Marco Ramstein et son frère Andreas Schwaller. Il est médaillé de bronze après une victoire contre les Suédois dans la finale pour la troisième place.